# Last American Hero
Pour plus de détails, voir Fiche technique et Distribution.
Last American Hero (The Last American Hero) est un film américain réalisé par Lamont Johnson, sorti en 1973.

## Synopsis
La vie de Junior Johnson, pilote de la NASCAR....

## Fiche technique
- Titre : Last american Hero
- Titre original : The Last American Hero
- Réalisation : Lamont Johnson
- Scénario : William Roberts
- Photographie : George Silano
- Musique : Charles Fox
- Pays d'origine : États-Unis
- Format : Couleurs - 2,35:1 - Mono
- Genre : drame
- Date de sortie : 1973

## Distribution
- Jeff Bridges : Elroy Jackson Jr.
- Valerie Perrine : Marge
- Geraldine Fitzgerald : Mrs. Jackson
- Ned Beatty : Hackel
- Gary Busey : Wayne Jackson
- Art Lund : Elroy Jackson Sr.
- Ed Lauter : Burton Colt
- William Smith : Kyle Kingman
- Gregory Walcott : Cleve Morley
- Lane Smith : Rick Penny
- Ned Jarrett (non crédité)
- Lamont Johnson (non crédité)

## Récompense
- National Board of Review: Top Ten Films 1973